# Championnats de France d'escalade 2009
Navigation
Édition précédente Édition suivante
Les Championnats de France d'escalade de 2009 ont lieu les 10 et 11 avril au Pouzin, pour la discipline du bloc, le 30 mai à Échirolles, pour la discipline de la vitesse, et les 6 et 7 juin à Gémozac, pour la discipline de la difficulté.
Ces compétitions couronnent, Florence Pinet et François Kaiser champions de France d'escalade de bloc, Morgane Aveline et Sylvain Chapelle champions de France d'escalade de vitesse, et Florence Pinet et Michaël Fuselier champions de France d'escalade de difficulté.

## Déroulement
Épreuves de bloc
Le comité départemental de l'Ardèche, organisateur de la compétition, accueille les concurrents les 10 et 11 avril dans la commune du Pouzin.
Épreuves de vitesse
La section escalade de l'Amicale laïque d'Échirolles, organisateur de la compétition, accueille les concurrents le samedi 30 mai dans le gymnase Lionel Terray. Les épreuves de qualifications se déroulent en début d'après-midi et la phase finale se partage entre la fin de l'après-midi et la soirée.
Épreuves de difficulté
La commission compétition de la Fédération française de la montagne et de l'escalade, organisateur de la compétition, accueille les concurrents les samedi 6 et dimanche 7 juin dans le complexe sportif de Gémozac, en Charente-Maritime. Les épreuves de qualifications ont lieu le samedi, et les demi-finales et finales ont lieu le dimanche.

## Palmarès
Difficulté
| Catégorie | Or               | Argent          | Bronze              |
| --------- | ---------------- | --------------- | ------------------- |
| Hommes    | Michaël Fuselier | Manuel Romain   | François Kaiser     |
| Femmes    | Florence Pinet   | Charlotte Durif | Caroline Ciavaldini |

Bloc
| Catégorie | Or              | Argent        | Bronze          |
| --------- | --------------- | ------------- | --------------- |
| Hommes    | François Kaiser | Didier Hoarau | Thomas Caleyron |
| Femmes    | Florence Pinet  | Cécile Avezou | Charlotte Durif |

Vitesse
| Catégorie | Or               | Argent           | Bronze             |
| --------- | ---------------- | ---------------- | ------------------ |
| Hommes    | Sylvain Chapelle | Jérémie Ciccione | Quentin Miégeville |
| Femmes    | Morgane Aveline  | Mathilde Couchot | Émeline Thomas     |